# Hämhidrose

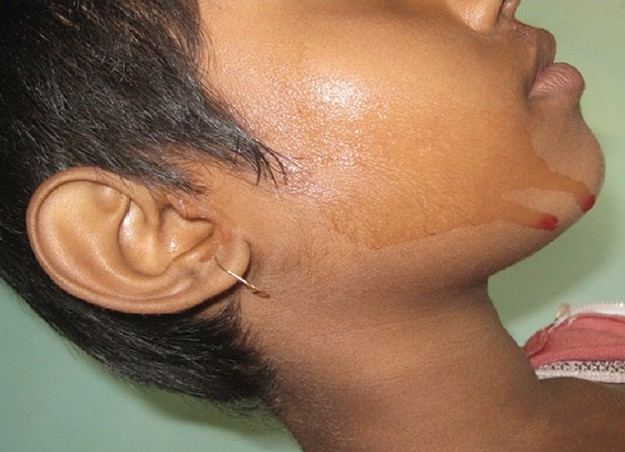
Hämhidrose

Hämhidrose (auch Blutschweiß, hemidrosis, hemathidrosis, bloody sweat von griechisch haima – Blut, hidrôs – Schweiß) bezeichnet die Ausscheidung von Blut oder Blutpigment im Schweiß und kann im Falle einer körperlichen Veranlagung, also einer erworbenen leichten Verletzbarkeit der Gefäßwände, selten auch im Falle großer empfundener Angst, z. B. Todesangst, durch das mit der hohen inneren und äußeren Anspannung verbundene Platzen von Hautäderchen und das Abfließen des austretenden Blutes über die Poren zusammen mit dem Angstschweiß auftreten. Dies gilt auch für Fälle von Nachtangst; als Blutungsquelle bei Hämhidrose wird starker Blutdruck-Abfall angenommen.
Es wurden verschiedene Ursachen vorgeschlagen, einschließlich systemischer Erkrankungen, aber auch Malaria, Skorbut oder Epilepsie, Anstrengungen und psychogene Störungen, bei denen Blutungen das Ergebnis einer verstärkten Aktivierung des sympathischen Nervensystems sein können.
Über Blutschweiß wird zum Beispiel im Lukasevangelium berichtet (Lk 22,44  „Und sein Schweiß wurde wie Blutstropfen, die auf die Erde fielen.“) – einer Vermutung zufolge ist sein Verfasser Lukas der Evangelist identisch mit dem syrisch-griechischen Arzt Lukas, der im Brief des Paulus an die Kolosser erwähnt wird (Kol 4,14 ), und legte deshalb Wert auf die Überlieferung dieses Details als Ausdruck der Menschlichkeit des Gottessohnes.
Die Redewendung Blut und Wasser schwitzen ist im Deutschen als Synonym für „große Angst haben“, z. B. in aussichtslos erscheinenden Prüfungssituationen, bekannt. Im Englischen wird „bloody sweat“ auch als Redewendung für eine schwere Erfahrung bzw. Situation verwendet, beispielsweise it was a bloody sweat trip for me.